# Bernadett Baczkó
Bernadett Baczkó (Budapeste, Hungria, 8 de janeiro de 1986) é uma judoca húngara.
Ela conquistou a medalha de bronze no Campeonato Mundial de Judô de 2007 (Rio de Janeiro) na categoria até –57 kg.
Defendeu as cores da Hungria nos Jogos Olímpicos de Verão de 2008 em Pequim.